# Szemtakarós bordásmolyfélék
A valódi lepkék (Glossata) közé tartozó szemtakarós bordásmolyfélék (Bucculatricidae) palearktikus elterjedésű családjába egyetlen, ám roppant fajgazdag nemet sorolnak:
- szemtakarós bordásmoly (Bucculatrix Zeller, 1839 – közel 300 fajjal).

A nemek nagy része az északi féltekén terjedt el, de Ausztráliában is sok faj él. Magyarországon 2005-ig 19 fajukat mutatták ki (Mészáros, 2005); 2011-re már 21-et (Pastorális, 2011). Apró lepkéik nagyon hasonlítanak a paránypillefélékhez (Nepticulidae). Hernyóik kezdetben aknáznak, később a levél felületén táplálkoznak (hámozgatják, illetve lyukakat rágnak bele).
A lágy szárúak közül gyakori tápnövényeik:
- cickafark (Achillea sp.),
- üröm (Artemisia sp.);

a fás szárúak közül pedig:
- éger (Alnus sp.),
- hárs (Tilia sp.),
- szil (Ulmus sp.).

## Magyarországi fajok
Hazánkban viszonylag ismert képviselőjük a
- hársaknázó bordásmoly (Bucculatrix thoracella Thunberg, 1794) – általánosan elterjedt (Fazekas, 2001; Mészáros, 2005; Pastorális, 2011)

További magyarországi fajok:
- fehérüröm-bordásmoly (Bucculatrix absinthii Gärtner) –  az ország több pontjáról ismert (Horváth, 1997; Pastorális, 2011)
- szilaknázó bordásmoly (Bucculatrix albedinella Zeller, 1839) – általánosan elterjedt (Horváth, 1997; Fazekas, 2001; Pastorális, 2011)
- ezüstmintás bordásmoly (Bucculatrix argentisignella Herrich-Schäffer, 1855) – szórványos (Pastorális, 2011)
- ürömrágó bordásmoly (Bucculatrix artemisiella Herrich-Schäffer, 1855) – az ország több pontjáról ismert (Pastorális, 2011)
- galagonya-bordásmoly (Bucculatrix bechsteinella Bechstein & Scharfenberg, 1805) – általánosan elterjedt (Fazekas, 2001; Pastorális, 2011)
- selymes bordásmoly (Bucculatrix benacicolella Hartig, 1937 ) – sokfelé megtalálható (Pastorális, 2011)
- szulákrágó bordásmoly (Bucculatrix cantabricella Chrétien, 1898) – sokfelé megtalálható (Pastorális, 2011)
- égerrágó bordásmoly (Bucculatrix cidarella Zeller, 1839) – sokfelé megtalálható sokfelé megtalálható (Fazekas, 2001; Pastorális, 2011)
- cickafark-bordásmoly (Bucculatrix cristatella Zeller, 1839) – általánosan elterjedt (Pastorális, 2011)
- mogyorós bordásmoly (Bucculatrix demaryella Duponchel, 1840) – sokfelé megtalálható (Pastorális, 2011)
- mocsári bordásmoly (Bucculatrix frangutella Goeze, 1783) – általánosan elterjedt (Fazekas, 2001; Pastorális, 2011)
- homoki bordásmoly (Bucculatrix gnaphaliella Treitschke, 1833) – az ország több pontjáról ismert (Pastorális, 2011)
- déli bordásmoly (Bucculatrix herbalbella Chrétien, 1898) – szórványos (Pastorális, 2011)
- sziki bordásmoly (Bucculatrix maritima Stainton, 1851) – sokfelé megtalálható (Fazekas, 2001; Pastorális, 2011)
- fekete fejű bordásmoly (Bucculatrix nigricomella Zeller, 1839) – az ország több pontjáról ismert (Pastorális, 2011)
- feketeüröm-bordásmoly (Bucculatrix noltei Petry, 1912) – sokfelé megtalálható (Horváth, 1997; Fazekas, 2001; Pastorális, 2011)
- pannon bordásmoly (Bucculatrix pannonica Deschka, 1982) – szórványos (Pastorális, 2011)
- homályos bordásmoly (Bucculatrix ratisbonensis Stainton, 1861) – szórványos (Pastorális, 2011)
- erdei bordásmoly (Bucculatrix ulmella Zeller, 1848) – általánosan elterjedt (Fazekas, 2001; Pastorális, 2011)
- szilrágó bordásmoly (Bucculatrix ulmifoliae M. Hering), 1931 – sokfelé megtalálható (Pastorális, 2011)

## Névváltozatok
- szemtakarós-bordásmolyfélék[2]
- szemtakarós bordásmolyok[3]